# Jasna Majda Peršolja
Jasna Majda Peršolja, slovenska zgodovinarka in etnologinja, *23. januar 1944, Rodik pri Kozini.
Osnovno šolo je Jasna Majda obiskovala v domačem Rodiku, nižjo gimnazijo v Hrpeljah, nato se je vpisala na učiteljišče v Kopru. Po končanem učiteljišču se je vpisala na Pedagoško akademijo v Ljubljani, kjer je leta 1966 diplomirala iz zgodovine in likovne vzgoje. Po diplomi se je zaposlila kot učiteljica v Dutovljah, kjer je delala do upokojitve.
Poleg učiteljevanja je zbirala ljudsko blago in iskala zgodovinske vire. Po upokojitvi je gradivo uredila in ga začela postopoma objavljati.

## Nagrade
- Štrekljeva nagrada (2013)